# Scolops pungens
Scolops pungens är en insektsart som först beskrevs av Ernst Friedrich Germar 1830.  Scolops pungens ingår i släktet Scolops och familjen Dictyopharidae. Inga underarter finns listade i Catalogue of Life.